# Antoine François Marmontel
Antoine François Marmontel (Clermont-Ferrand, 16 de julio de 1816—París, 17 de enero de 1898), fue un pianista, compositor, pedagogo y musicógrafo francés.

## Biografía
Antoine François Marmontel nació en Clermont-Ferrand en 1816. Estudió en el Conservatorio de París en donde fue alumno de Pierre Zimmermann (piano), Victor Dourlen (armonía), Jacques Fromental Halévy (fuga) et Jean-François Lesueur (composición). Logra un primer premio de solfeo y otro de piano. En 1837 es asistente de solfeo en el Conservatorio de París. En 1848, toma el puesto dejado vacante por Zimmermann en el Conservatorio, adquiriendo fama de pedagogo eficaz e imaginativo. tuvo como alumnos a Georges Bizet, Vincent d'Indy, Théodore Dubois, Ernest Guiraud, Émile Paladhile, Louis Diémer, Francis Planté y Claude Debussy.
Compuso innumerables obras didácticas, nocturnos, romances y otras piezas musicales. Destacan «L'Art de déchiffrer» («El arte de descifrar», cien estudios fáciles), «École élémentaire de mécanisme et de style» (24 estudios, 1847), «Étude de mécanisme», «Cinq études de salon», «L'Art de déchiffrer à quatre mains» (1847), «Enseignement progressif et rationnel du piano» (1887).
Sus trabajos musicográficos están entre los mejores de la historia, en especial para el siglo XIX. Destacan «Symphonistes et virtuoses» (1880) , «Les Pianistes célèbres» (1878), «Virtuoses contemporains» (1882), «Éléments d'esthétique musicale et considérations sur le beau dans les arts» (1884), y «Histoire du piano et de ses origines» (1885). 
Durante toda su vida Marmontel acogió a los pianistas de toda Europa, con quienes organizaba sesiones semanales, en las que gustaba producir tríos con piano.
Falleció en París el 17 de enero de 1898.